# 고토부키촌
고토부키촌(일본어: 寿村)은 일본 나가노현 히가시치쿠마군에 존재했던 촌이다. (1889년 4월 1일 - ) 1954년 8월 1일, 쇼와 대합병에 의해 마쓰모토시에 편입되었다. 

## 역사
- 1889년 4월 1일 - 정촌제 시행에 의해 3개 촌의 구역을 확장해 히가시치쿠마군 고토부키촌이 성립하였다.
- 1954년 8월 1일 - 마쓰모토시에 편입되어 동일 고토부키촌은 폐지되었다.